# فرد والترز
فرد والترز (بالإنجليزية: Fred Walters) هو لاعب كرة قاعدة أمريكي، ولد في 4 سبتمبر 1912 في لاوريل في الولايات المتحدة، وتوفي بنفس المكان في 1 فبراير 1980.